# Sea-Land T2-Klasse
Die T2-Klasse war eine aus vier Containerschiffen bestehende Klasse der US-amerikanischen Reederei Sea-Land Corporation. Die Schiffe entstanden als Umbauten ehemaliger T2-Tanker und gelten als frühe Wegbereiter der Containerschifffahrt.

## Die Schiffe
| T2-Klasse                    | T2-Klasse               | T2-Klasse  | T2-Klasse     | T2-Klasse                                                | T2-Klasse |
| Bauname                      | Bauwerft/Baunummer      | IMO-Nummer | Ablieferung   | Auftraggeber                                             | Spätere Namen und Verbleib |
| ---------------------------- | ----------------------- | ---------- | ------------- | -------------------------------------------------------- | --- |
| Ideal X                      | Marinship, Sausalito/68 | keine      | 1945          | -                                                        | 1948 Capt. John D.P., 1951 Potrero Hills, 1955 Umbau zum Containerschiff Ideal X, 1959 Elemir, ab 20. Oktober 1964 in Hirao verschrottet |
| Whittier Hills               | Marinship, Sausalito/71 | keine      | Februar 1945  | -                                                        | 1955 Umbau zum Containerschiff Almena, 1960 Containerdeck entfernt, ab Oktober 1964 in Hirao verschrottet |
| Black River                  | ADDSCO, Mobile/353      | 5283255    | Oktober 1945  | -                                                        | 1947 Ponca City, 1948 Marine Leader, 1956 Maxton, 1962 Umbau zum Massengutschiff Potomac, ab 3. November 1982 in Gadani verschrottet |
| Coalinga Hills               | Marinship, Sausalito/61 | keine      | November 1944 | United States War Shipping Administration, San Francisco | 1956 bis 1958 als Containerschiff in Sea-Land-Charter eingesetzt, am 23. Januar 1963 auf einer Reise vom Iran nach Kudamatsu bei Tanega Shima gestrandet und am 7. März 1963 zum Verschrotten bei der Hong Kong Chiap Hua Manufactory Company in Hong Kong eingetroffen, die am 23. März mit dem Abbruch begann |
| Daten: Equasis, grosstonnage |                         |            |               |                                                          | |